# Lijst van voetbalinterlands Bolivia - Peru (vrouwen)
Deze lijst van voetbalinterlands is een overzicht van alle officiële voetbalinterlands tussen de nationale vrouwenteams van Bolivia en Peru. De landen hebben tot nu toe tien keer tegen elkaar gespeeld.

## Wedstrijden
| №  | Plaats                  | Datum            | Competitie                 | Wedstrijd      | Uitslag |
| -- | ----------------------- | ---------------- | -------------------------- | -------------- | ------- |
| 1  | Lima                    | 9 april 2003     | Sudamericano Femenino 2003 | Peru − Bolivia | 3 − 1   |
| 2  | Montenegro              | 16 augustus 2005 | Bolivariaanse Spelen 2005  | Bolivia − Peru | 0 − 2   |
| 3  | Armenia                 | 19 augustus 2005 | Bolivariaanse Spelen 2005  | Bolivia − Peru | 0 − 3   |
| 4  | Mar del Plata           | 15 november 2006 | Sudamericano Femenino 2006 | Peru − Bolivia | 2 − 1   |
| 5  | Sucre                   | 19 november 2009 | Bolivariaanse Spelen 2009  | Bolivia − Peru | 2 − 2   |
| 6  | Riobamba                | 12 november 2010 | Sudamericano Femenino 2010 | Bolivia − Peru | 2 − 1   |
| 7  | Santa Cruz de la Sierra | 26 februari 2024 | Vriendschappelijk          | Bolivia − Peru | 2 − 3   |
| 8  | Santa Cruz de la Sierra | 28 februari 2024 | Vriendschappelijk          | Bolivia − Peru | 0 − 1   |
| 9  | Lima                    | 26 oktober 2024  | Vriendschappelijk          | Peru − Bolivia | 1 − 0   |
| 10 | Lima                    | 29 oktober 2024  | Vriendschappelijk          | Peru − Bolivia | 2 − 1   |

## Samenvatting
| Competitie            | Totaal gespeeld | Winst Bolivia | Gelijk | Winst Peru | Doelsaldo Bolivia – Peru |
| --------------------- | --------------- | ------------- | ------ | ---------- | ------------------------ |
| Sudamericano Femenino | 3               | 1             | 0      | 2          | 4 − 6                    |
| Bolivariaanse Spelen  | 3               | 0             | 1      | 2          | 2 − 7                    |
| Vriendschappelijk     | 4               | 0             | 0      | 4          | 3 − 7                    |
| Totaal                | 10              | 1             | 1      | 8          | 9 − 20                   |